# الألعاب الأولمبية الصيفية 1924
أقيمت من 4 مايو حتى 27 يوليو وكانت مناسبة أمام العاصمة الفرنسية لتمحة ذكريات دورة 1900، فسجل أن باريس كانت أول مدينة تستضيف الألعاب الأولمبية الحديثة مرتين ((1900 - 1924)). شارك في الدورة 3089 لاعبا ولاعبة (135 لاعبة) من 44 دولة تنافسوا على 126 مسابقة في 17 لعبة، وفي هذه الدورة أنشئت للمرة الأولى قرية أولمبية لللاعبين وحوض سباحة أولمبي حقيقي. ومن نجوم الدورة الفنلندي بافو نورمي الملقب بالشبح الذي خطف الأضواء من الولايات المتحدة بفوزه بخمس ذهبيات في الجري المتوسط والطويل وبرز أيضا عداء المسافات القصيرة البريطاني هارولد أبراهامز والسباح الأمريكي جوني ويسمللر الذي لعب بعد ذلك دور طرزان في السينما.

## الأماكن

خريطة المواقع الأولمبية

تم اِستِخدام سبعة عشر مكانًا رياضيًا في دَورَة الأَلعَاب الأولمبية الصيفية لعام 1924، وَكَان مَلعَب كولومبس بمثابة المَلعَب الأخير لكأس العَالَم لكرة القدم عام 1938 بَين إيطاليا والمجر.
| المكان                   | الرياضة | السعة | المرجع. |
| ------------------------ | --- | ----- | ------- |
| باجاتيل                  | بولو | 598   | [ 4 ]   |
| باسين دارجنتويل          | تجديف | 2216  | [ 5 ]   |
| كامب دي شالون            | الرماية (600 م بندقية حرة فردية وجماعية) | 395   | [ 6 ]   |
| فونتينبلو                | الخماسي الحديث (ركوب) |       | [ 7 ]   |
| هيبودروم دوتويل          | الفروسية | 8922  | [ 8 ]   |
| إيسي ليه مولينو          | الرماية | 41    | [ 9 ]   |
| لو هافر                  | إبحار | 541   | [ 10 ]  |
| لو ستاد أولمبيك دي ريمس  | الرماية | 420   | [ 11 ]  |
| لو ستاند دو تير دو فرساي | خماسي حديث (رماية)، رماية | 82    | [ 12 ]  |
| مولان أون إيفلين         | إبحار | 389   | [ 13 ]  |
| بيسين دي توريل           | الغطس، الخماسي الحديث (السباحة)، السباحة، كرة الماء                                                                                          | 8023  | [ 14 ]  |
| سان كلاود                | بولو | 7836  | [ 4 ]   |
| ستاد بيرجير              | كرة القدم | 10455 | [ 15 ]  |
| ملعب كولومبس             | ألعاب القوى، ركوب الدراجات (الطريق)، الفروسية، المبارزة، كرة القدم (النهائي)، الجمباز، الخماسي الحديث (المبارزة، الجري)، اتحاد الرجبي، التنس | 60000 | [ 16 ]  |
| استاد باريس              | كرة القدم | 5145  | [ 17 ]  |
| ستاد بيرشينج             | كرة القدم | 8110  | [ 18 ]  |
| فيلودروم دييفر           | الملاكمة والمبارزة ورفع الأثقال والمصارعة | 10884 | [ 19 ]  |
| فيلودروم دي فينسين       | ركوب الدراجات (المسار) | 12750 | [ 20 ]  |

## البُلدان المُشاركة

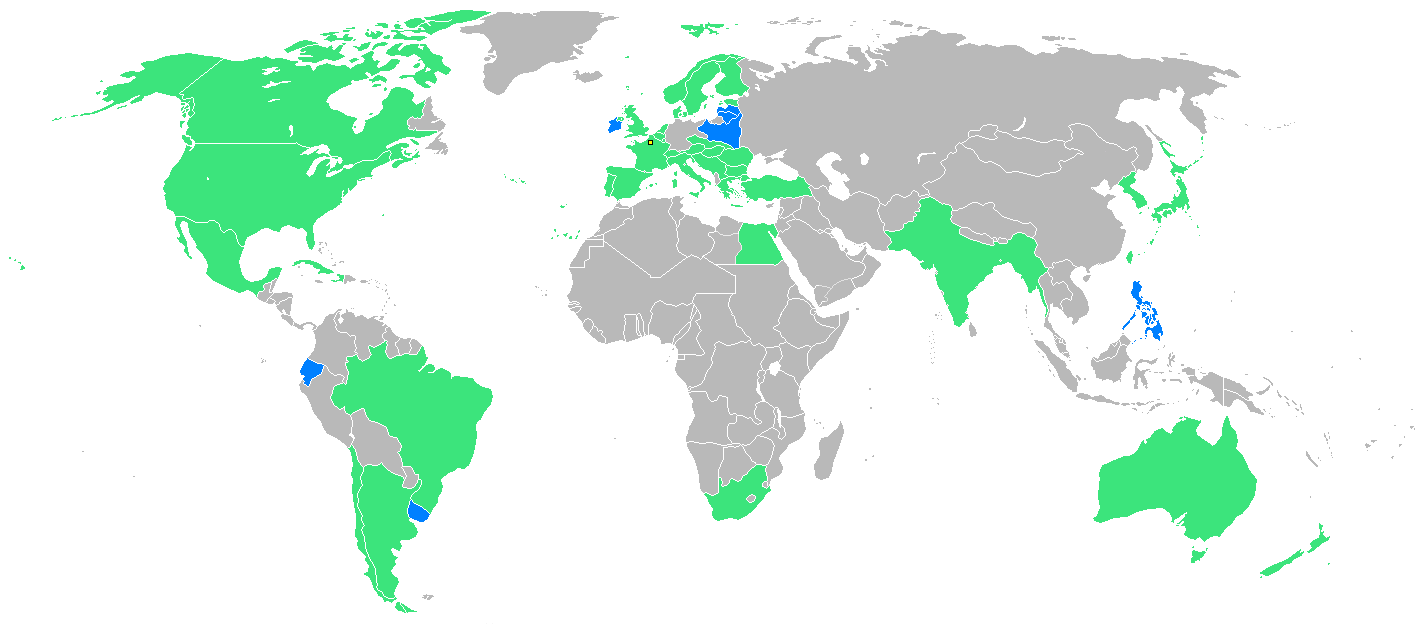
الدول المشاركة في أولمبياد 1924

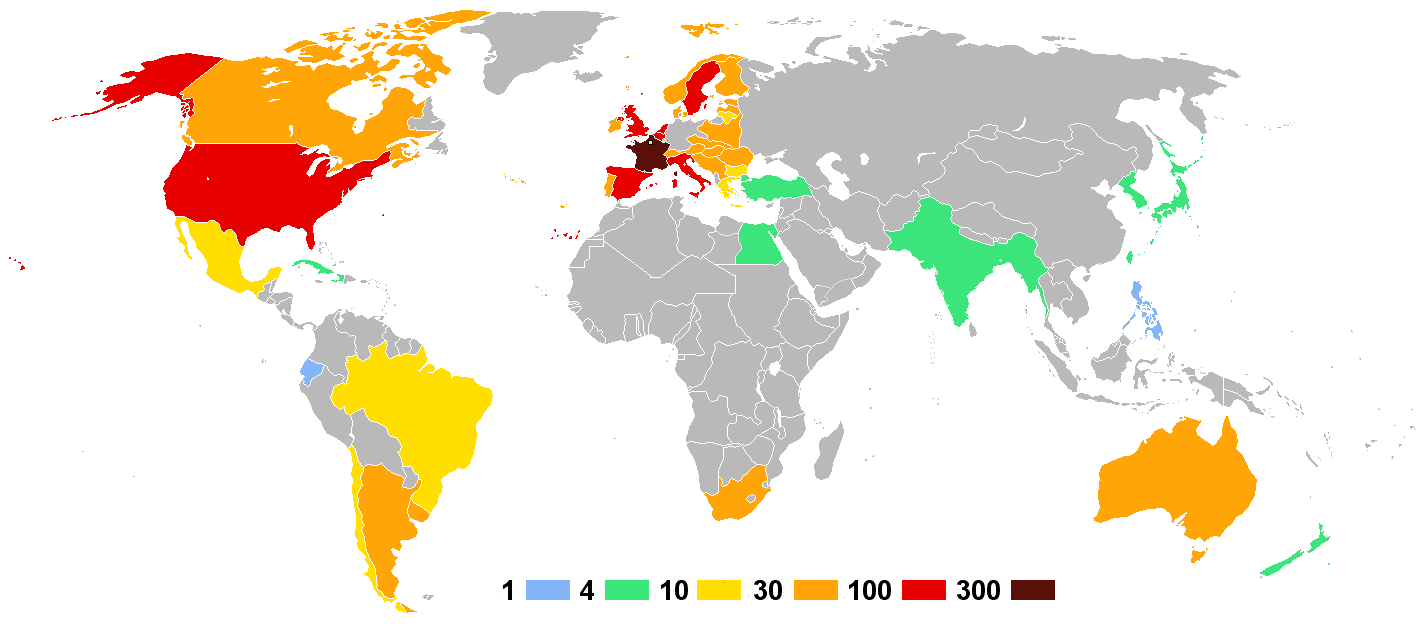
عدد الرياضيين

تم تمثيل 44 دَولَة في دَورَة الأَلعَاب الأولمبية 1924، وغابت ألمانيا عَن الدّورَة،  شَارَكت دُوِل لأول مرَّة في الأَلعَاب الأولمبية الصيفية وهي الإكوادور، وهايتي، وأَيِرلَندَا، وليتوانيا، والأوروغواي وشارك الفلبين لأول مرَّة في دَورَة الأَلعَاب الأولمبية كدولة، وشاركت لاتفيا وبولندا الأَلعَاب الأولمبية الصيفية للمرة الأولى بَعد أن شاركا لأول مرَّة في الألعاب الأولمبية الشتوية 1924 في شاموني.
| البُلدان المُشاركة |
| --- |
| - الأرجنتين (77 رياضي) - أستراليا (36) - النمسا (49) - بلجيكا (172) - البرازيل (12) - بلغاريا (24) - كندا (65) - تشيلي (11) - كوبا (9) - تشيكوسلوفاكيا (70) - الدنمارك (89) - الإكوادور (3) - مصر (33) - إستونيا (44) - فنلندا (90) - فرنسا (401) (المضيف) - بريطانيا العظمى (267) - اليونان (26) - هايتي (8) - المجر (89) - الهند (7) - جزيرة أيرلندا (39) - إيطاليا (200) - اليابان (9) - لاتفيا (41) - ليتوانيا (13) - لوكسمبورغ (22) - المكسيك (13) - موناكو (7) - هولندا (153) - نيوزيلندا (4) - النرويج (62) - الفلبين (1) - بولندا (65) - البرتغال (30) - رومانيا (51) - جنوب إفريقيا (30) - إسبانيا (129) - السويد (108) - سويسرا (75) - تركيا (31) - الولايات المتحدة (299) - الأوروغواي (31) - يوغوسلافيا (37) |

- شَارَكت الصين في حفلِ الافتتاح لكنّ رياضيها الأربعة انسحبوا من المُنافسة.[22]

### عدد الرياضيين حسب اللجان الأولمبية الوطنية
| الرمز    | البَلَد            | الرياضيين |
| -------- | ---------------- | --------- |
| FRA      | فرنسا            | 401       |
| GBR      | بريطانيا العظمى  | 239       |
| USA      | الولايات المتحدة | 229       |
| ITA      | إيطاليا          | 200       |
| BEL      | بلجيكا           | 172       |
| NED      | هولندا           | 153       |
| ESP      | إسبانيا          | 129       |
| SWE      | السويد           | 108       |
| FIN      | فنلندا           | 90        |
| DEN      | الدنمارك         | 89        |
| HUN      | المجر            | 89        |
| ARG      | الأرجنتين        | 77        |
| SUI      | سويسرا           | 75        |
| TCH      | تشيكوسلوفاكيا    | 70        |
| CAN      | كندا             | 65        |
| POL      | بولندا           | 65        |
| NOR      | النرويج          | 62        |
| ROM      | رومانيا          | 51        |
| AUT      | النمسا           | 49        |
| EST      | إستونيا          | 44        |
| LAT      | لاتفيا           | 41        |
| IRL      | جزيرة أيرلندا    | 39        |
| YUG      | يوغوسلافيا       | 37        |
| AUS      | أستراليا         | 36        |
| EGY      | مصر              | 33        |
| TUR      | تركيا            | 31        |
| URU      | الأوروغواي       | 31        |
| POR      | البرتغال         | 30        |
| RSA      | جنوب إفريقيا     | 30        |
| GRE      | اليونان          | 26        |
| BUL      | بلغاريا          | 24        |
| LUX      | لوكسمبورغ        | 22        |
| LTU      | ليتوانيا         | 13        |
| MEX      | المكسيك          | 13        |
| BRA      | البرازيل         | 12        |
| CHI      | تشيلي            | 11        |
| CUB      | كوبا             | 9         |
| JPN      | اليابان          | 9         |
| HAI      | هايتي            | 8         |
| IND      | الهند            | 7         |
| MON      | موناكو           | 7         |
| ROC      | تايوان           | 4         |
| NZL      | نيوزيلندا        | 4         |
| ECU      | الإكوادور        | 3         |
| PHI      | الفلبين          | 1         |
| الاجمالي | 3,089            |           |

## قائمة الميداليات
| ميداليات الألعاب الأولمبية الصيفية 1924 |                            |       |      |         |       |
| الترتيب                                 | الدولة                     | ذهبية | فضية | برونزية | مجموع |
| 1                                       | الولايات المتحدة الأمريكية | 45    | 27   | 27      | 99    |
| 2                                       | فنلندا                     | 14    | 13   | 10      | 37    |
| 3                                       | فرنسا                      | 13    | 15   | 10      | 38    |
| 4                                       | المملكة المتحدة            | 9     | 13   | 12      | 34    |
| 5                                       | إيطاليا                    | 8     | 3    | 5       | 16    |
| 6                                       | سويسرا                     | 7     | 8    | 10      | 25    |
| 7                                       | النرويج                    | 5     | 2    | 3       | 10    |
| 8                                       | السويد                     | 4     | 13   | 12      | 29    |
| 9                                       | هولندا                     | 4     | 1    | 5       | 10    |
| 10                                      | بلجيكا                     | 3     | 7    | 3       | 13    |